# Polymixis viettei
Polymixis viettei là một loài bướm đêm trong họ Noctuidae.